# Anagyrus diversicornis
Anagyrus diversicornis is een vliesvleugelig insect uit de familie Encyrtidae. De wetenschappelijke naam is voor het eerst geldig gepubliceerd in 1894 door Howard.